# Odnowicielska Komunistyczna i Ekologiczna Lewica
Odnowicielska Komunistyczna i Ekologiczna Lewica (grecki Ανανεωτική Κομμουνιστική και Οικολογική Αριστερά) – grecka eko-socjalistyczna i eurokomunistyczna partia polityczna.
Według informacji ze strony internetowej tej partii, ugrupowanie założyli byli członkowie KKE-Esoterku ("KKE Wewnętrzna"), czyli działacze społeczni o przekonaniach komunistycznych, będący jednak niechętni wobec  proradzieckiej linii zagranicznego kierownictwa KKE. Początkowo partia w wyborach wspierała lewicową Synaspismós a w 2004 roku dołączyła do  lewicowej koalicji SYRIZA.
Partia ma status obserwatora w Europejskiej Partii Lewicy.
Organem prasowymi partii jest tygodnik Epochi (gr.: H Eποχή).